# Toitenwinkel
Toitenwinkel Rostock egyik városrésze. A Warnow folyó jobb partján fekvő településrész egy 13. század óta fennálló faluból és egy, a 20. század folyamán épült lakótelepből áll. A terület szomszédságában Gehlsdorf, Dierkow és Krummendorf városrészek, illetve a rostocki kikötő vasútállomása található.

## Története

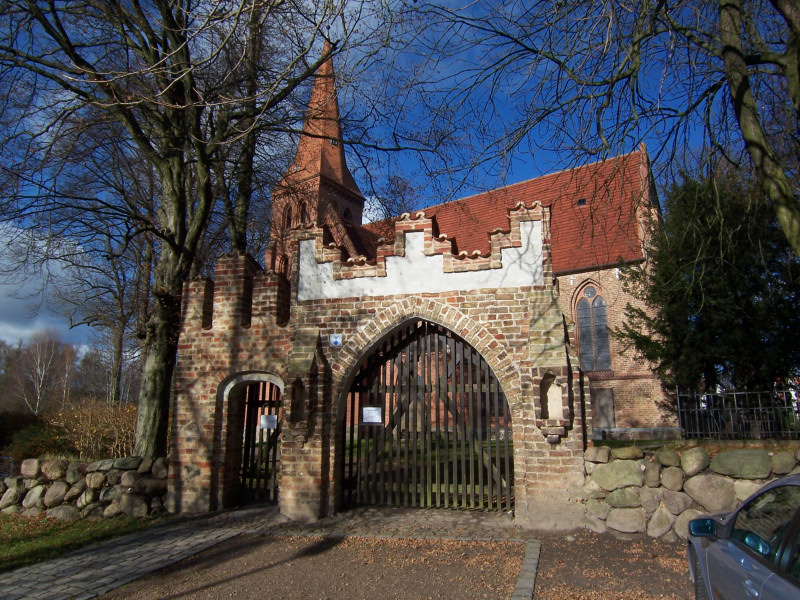
A toitenwinkeli templom

A környék korai lakottságára utalnak azok a régészeti leletek, melyek szerint már a 7. században éltek Rostock környékén vendeknek nevezett szláv telepesek.
A település neve a kanca jelentésű szláv, illetve ófelnémet toite vagy tota és a német winkel (zug, szög, szegelet) szavakból ered. A területen valószínűleg lótenyésztés folyt, és napjainkban is igen elterjedt a környéken a lótartás.
A középkori Toitenwinkel a 13. században létezett, és ezzel a névvel illettek minden olyan területet, amely Rostocktól északkeletre, a Rostocker Heide (Rostocki-puszta) és Breitling (a Warnow folyó egyik lagúnaszerű kiszélesedése) között terült el. Egy 1348-ból származó okiratban II. Albert mecklenburgi herceg megerősíti, hogy a terület a Moltke grófok tulajdonát képezi. Ennek okán gyakran Moltkenwinkel névvel is illették a környéket. A szóban forgó területhez tartozott egy Toitendorf (a korabeli forrásokban Thotendorp, Tötendorp vagy Teutendorf alakban fordul elő) nevű település, ami a mai, templom körüli részt foglalta magába. A falu pontos alapítási éve ismeretlen. Később a Toitenwinkel megnevezés a Moltke-család birtokaira és a templom körüli területre is vonatkozott. 1679-ben egy házasságkötés következtében a Mandelsloh-család lett a birtokosa, majd 1780-ban a nemesi birtokot és a falut eladták a hercegi kamarának. A Warnowtól keletre fekvő közigazgatási egység (Amt Toitenwinkel) stratégiai fontosságú volt, ezért a város és a régió vezetői között évtizedekig viták és harcok tárgyát képezte. A harmincéves háború után a terület még nemzetközi viták tárgyává is lett. A Moltke-család birtokán álló régi épületet az SED utasítására 1973-ban felrobbantották. A területen jelenleg egy hőerőmű és a Warnow-alagút található.
1950-ben Toitenwinkel Rostock városrészévé vált. A szocializmus utolsó évtizedében, 1983 és 1989 között több lakónegyed is épült Rostockban, így Dierkowban 7530, Toitenwinkelben pedig 6549 lakást adtak át új tulajdonosaiknak. A nagyméretű építkezések alatt 54 000 lakás épült városszerte, amiben a rostockiak több mint fele él.
Az 1985-ben felépülő toitenwinkeli lakások több mint 13 000 főnek adtak otthont.
A lakónegyedek felépülésével a városrész összterülete 4,9 km² lett.

### Templom
Az egykori falu gótikus stílusban épült téglatemploma a 14. század első felében épült. Védőszentjei Szent Katalin és Szent Lőrinc. A négyszög alakzatban épült templomnak eredetileg bordás keresztboltozatos szentélye volt. A templomhajó három részből állt és famennyezet fedte. 1889-ben jelentősen átalakították az épületet. A templom udvarán található az első világháborúban elesettek emlékműve.

### Lakótelepi utcanevek
Az egykori falu hagyományos utcanevei mellett Toitenwinkel lakótelepi utcái a természethez köthető dolgokról (pl. Zum Vogelnest - Madárfészek; Zur Kirschblüte - Cseresznyevirágzás), illetve 20. századi nemzetközi hírességekről lettek elnevezve. Utóbbiak között megtalálható személyek: Bertha von Suttner, Martin Luther King, Bertrand Russell, Frédéric Joliot-Curie, Salvador Allende, Olof Palme, Pablo Neruda, Dzsaváharlál Nehru, Urho Kekkonen, Albert Schweitzer, Carl von Ossietzky, Pablo Picasso, Claus Schenk von Stauffenberg és Ilja Ehrenburg. Az eredetileg Mihail Ivanovics Kalinyin szovjet politikusról elnevezett utcát 1990-ben Martin Niemöller utcára keresztelték át.

## Népessége
A városrésznek 2013-ban 13 158 lakosa volt. 2007-es adatok szerint Toitenwinkel is egyike volt azon városrészeknek, ahol a városon belüli népességmozgásnak köszönhetően csökkent a népesség. Az akkori átlagéletkor a férfiaknál 42,2 év, a nőknél pedig 45,7 év volt városszinten. Ezzel szemben Toitenwinkelben az átlag 40 év alatt volt.
A népesség alakulása:
- 2005: 13 301
- 2010: 12 898
- 2013: 13 158

## Közlekedés

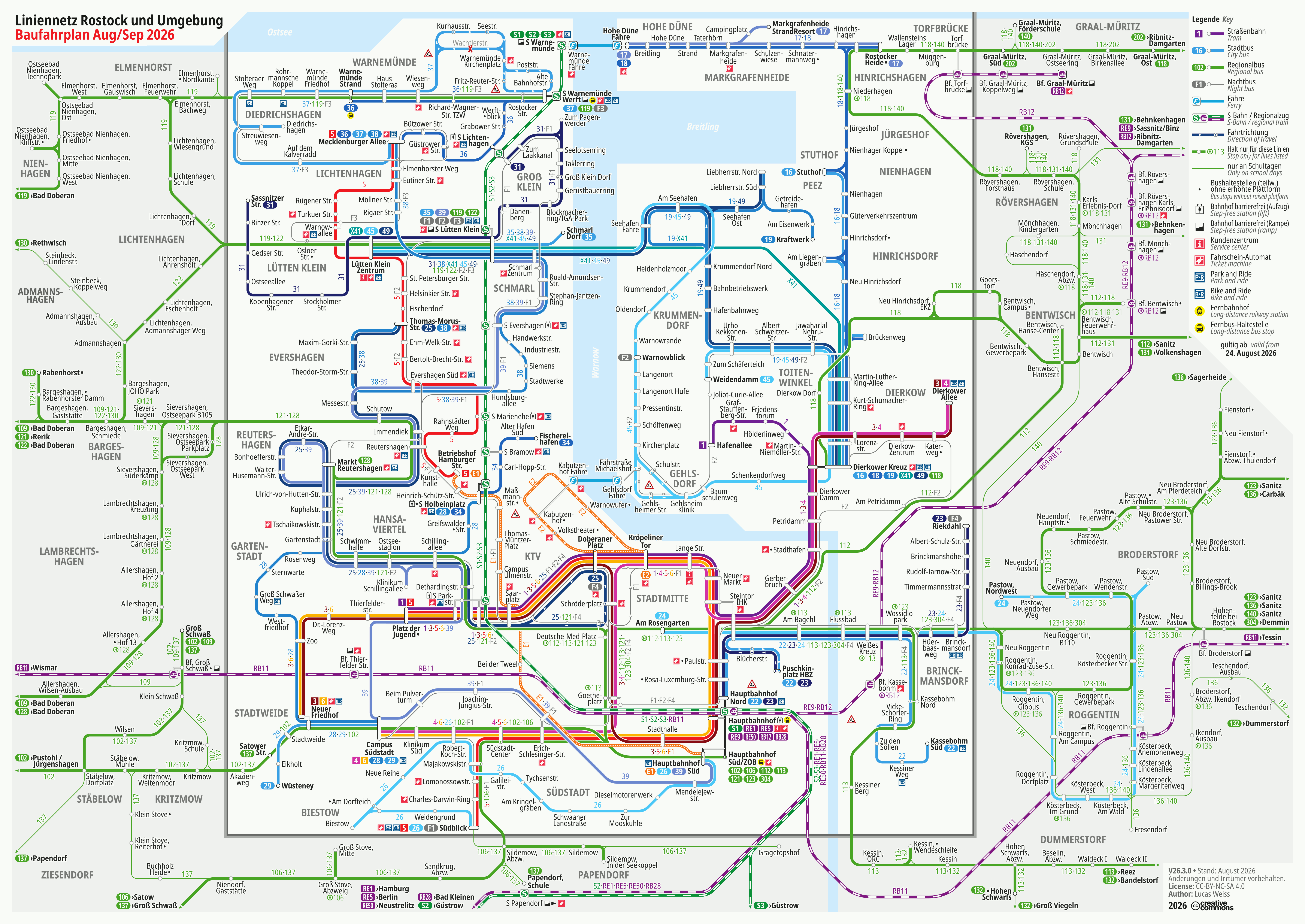
Rostock közlekedési hálózata

Toitenwinkelt egy villamosjárat köti össze a városközponttal. Ezen kívül több nappali, illetve egy éjszakai buszjárat is közlekedik a városrészen keresztül. 2012-ig a rostocki S-Bahn S3-as járata is érintette Toitenwinkelt, azonban a kikötő és a főpályaudvar között közlekedő járatot megszüntették. A közelben halad el az A19-es autópálya, ami az A24-essel köti össze Rostockot.
Tömegközlekedési járatok:
- Villamos: 1
- Autóbusz: 19, 19A, 45, 49
  - Éjszakai járat: F2

## Híres emberek
- Gebhard Leberecht von Blücher, porosz vezértábornagy
- Ulrich Lebrecht von Mandelsloh, a Württembergi Királyság minisztere

## Galéria

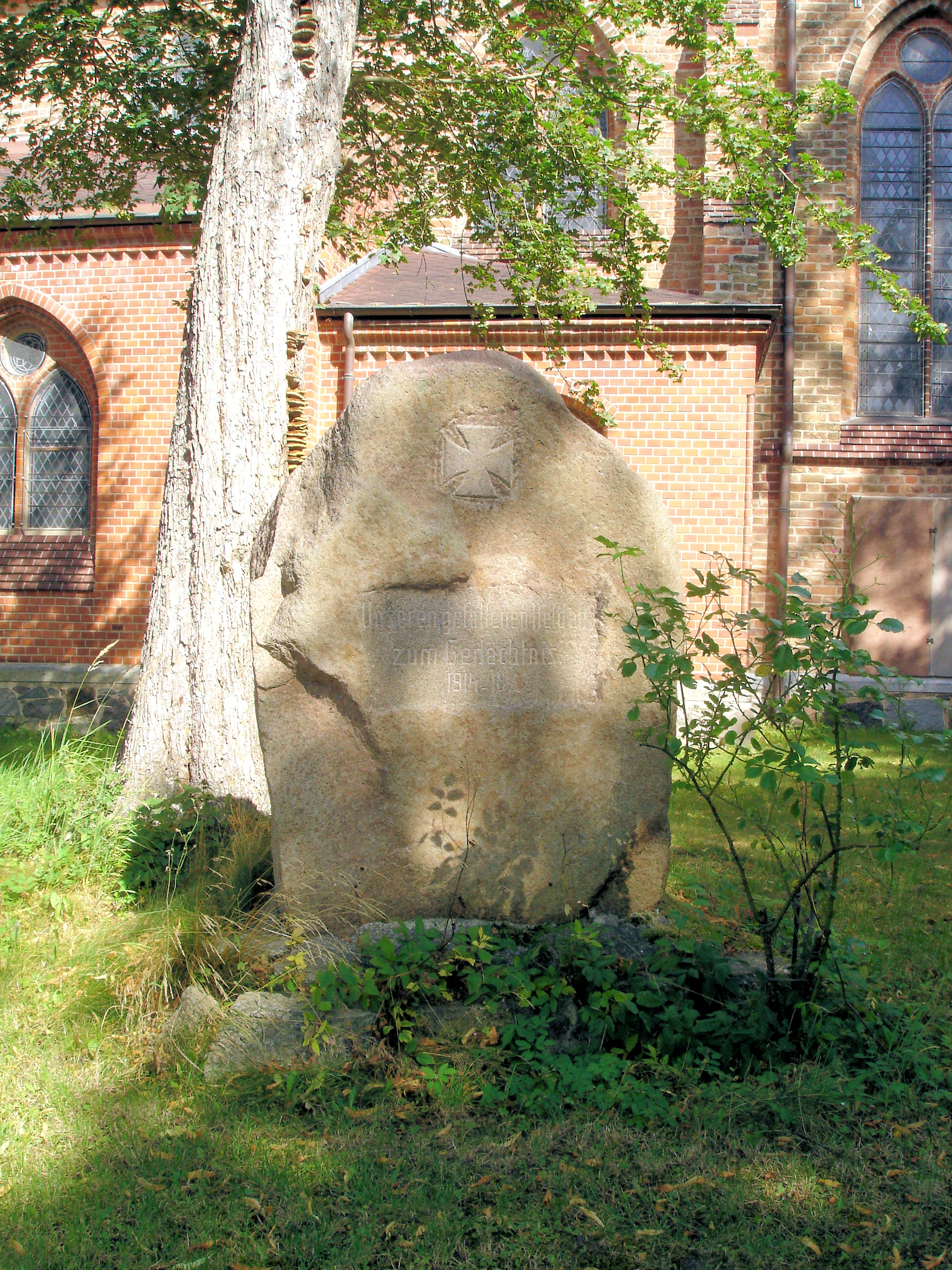
Világháborús emlékmű
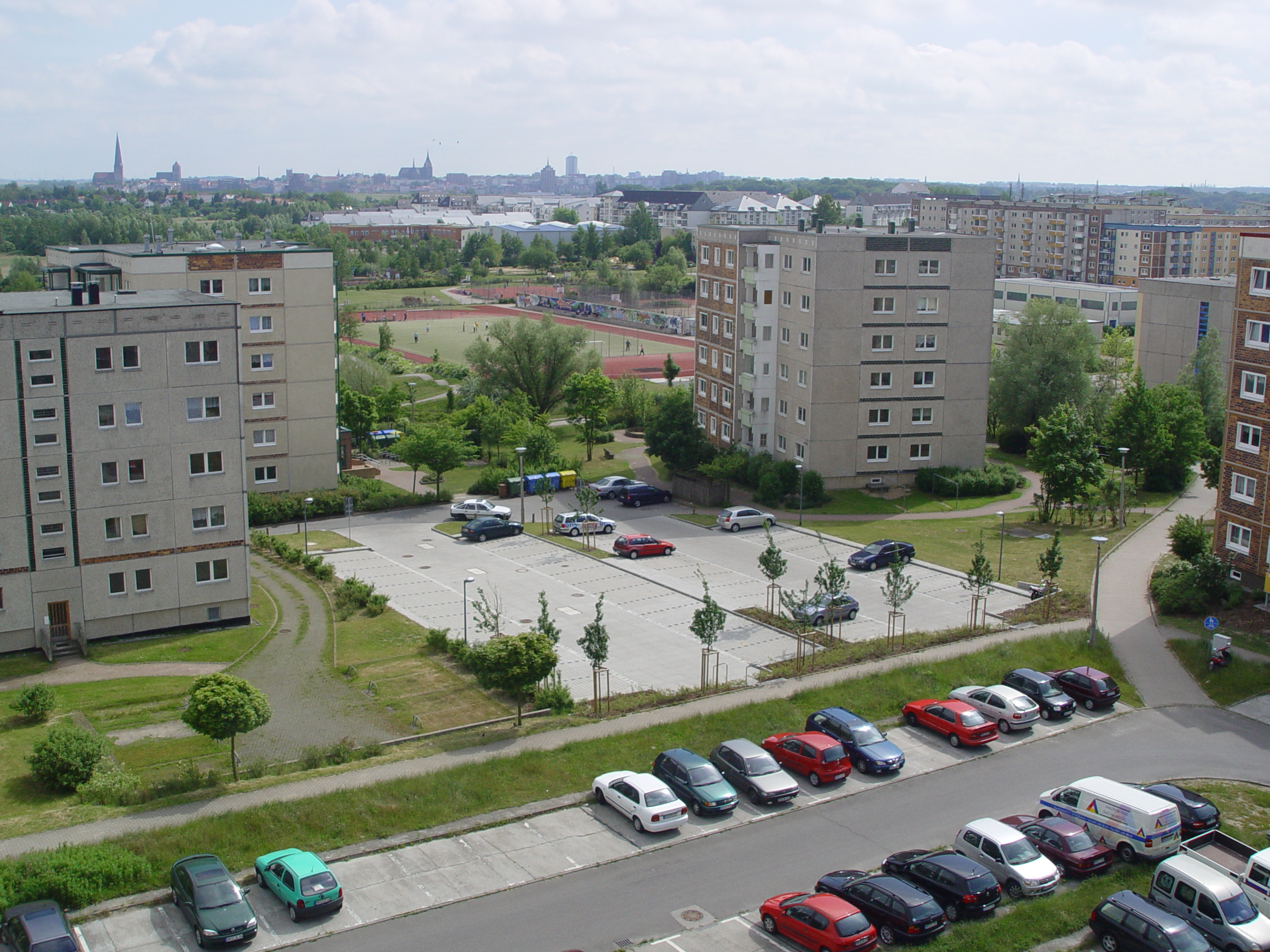
Toitenwinkel panelházai, háttérben Rostock körvonalai
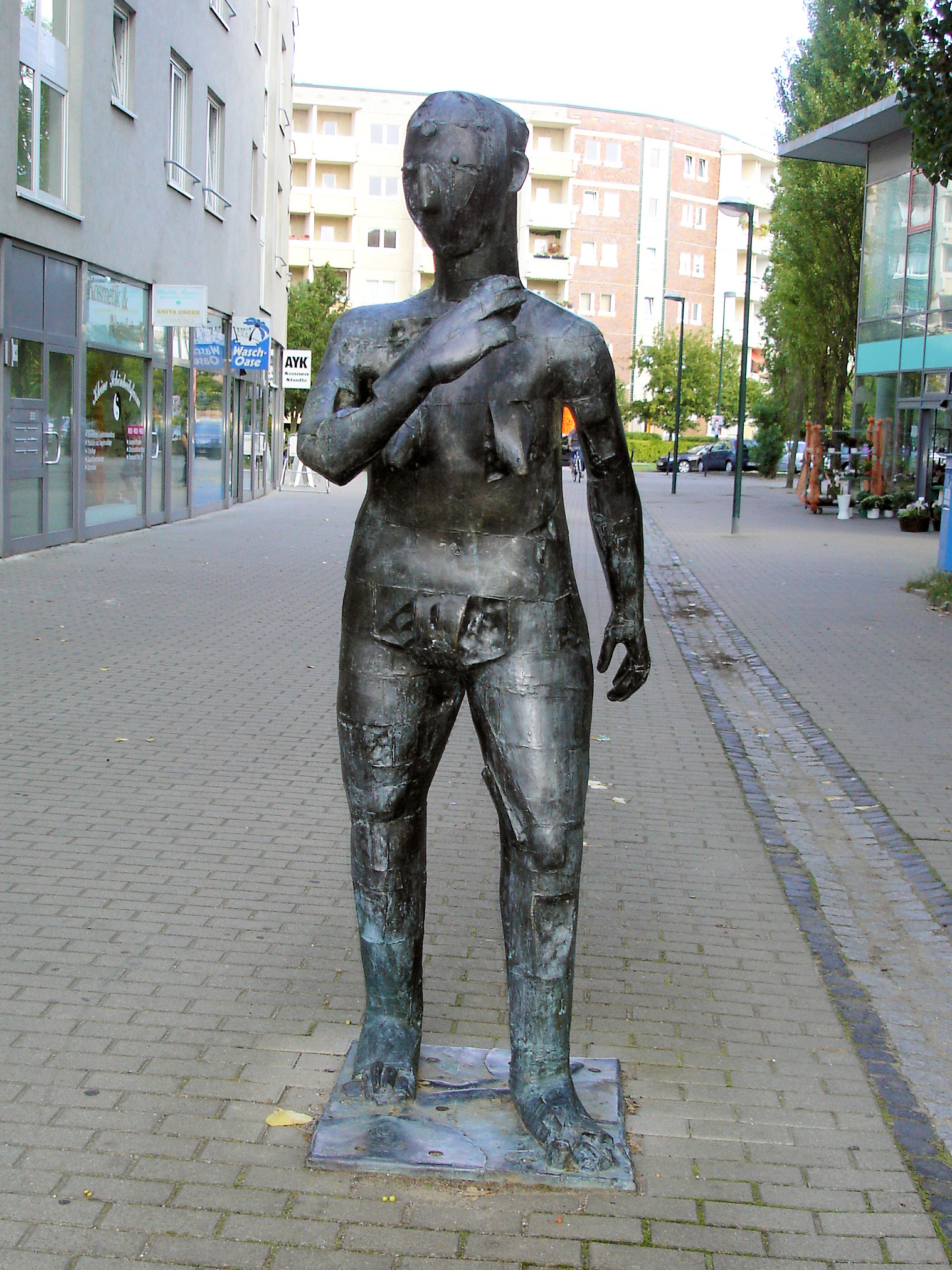
Köztéri szobor. Reinhard Buch: Lány almával (1989)
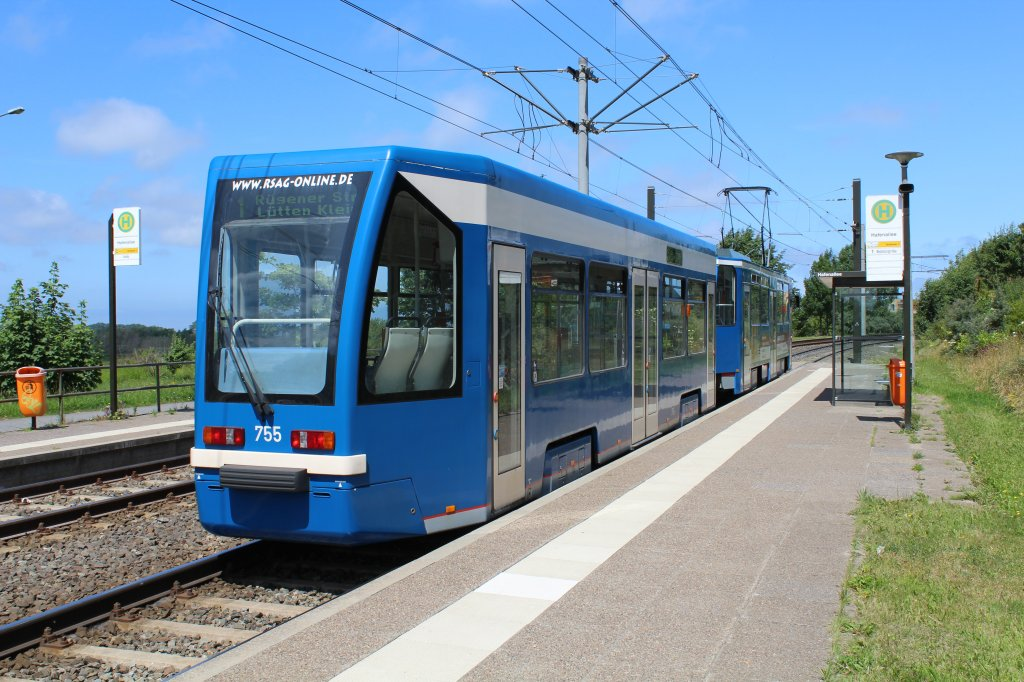
A városrészt érintő 1-es villamos